# SN 1993Y
SN 1993Y – supernowa typu Ia odkryta 18 września 1993 roku w galaktyce UGC 2771. W momencie odkrycia miała maksymalną jasność 17,00m.